# Sharon Sheeley
Sharon Kathleen Sheeley (4 avril 1940 - 17 mai 2002) est une auteure-compositrice américaine qui a écrit des chansons pour Glen Campbell, Ricky Nelson (Poor Little Fool en 1958), Brenda Lee et pour son fiancé, Eddie Cochran (Somethin' Else en 1959 avec Bob Cochran).

## Mort d'Eddie Cochran
Le 16 avril 1960, alors en tournée au Royaume-Uni, Cochran, Sheeley et Gene Vincent prennent un taxi de Bristol à l'aéroport de Londres ; ils sont victimes d'un accident à la suite de l'éclatement d'un pneu, le taxi s'encastrant dans un réverbère non loin de la ville de Chippenham, dans le Wiltshire. Sharon Sheeley survit malgré une fracture du bassin, tandis que Vincent ressort de l'accident avec des dommages à sa jambe gauche, ainsi que la clavicule et les côtes cassées. Cochran, transporté à l'hôpital de Bath dans un état grave, meurt le lendemain.